# چستنات، ایلینوی
چستنات (به انگلیسی: Chestnut) یک حوزه سرشماری در ایالات متحده آمریکا است که در ایلینوی واقع شده‌است. چستنات ۲۴۶ نفر جمعیت دارد.